# لوک ییو
لوک ییو (انگلیسی: Lok Yiu؛ ۱ ژانویهٔ ۱۹۲۲ – ۶ فوریهٔ ۲۰۰۶) یک رزمی‌کار سبک وینگ‌چون اهل هنگ کنگ بود.
او از سال ۱۹۵۰ میلادی، از شاگردان ییپ من بود و در سال ۱۹۵۹ میلادی، کلاس‌های تدریس خصوصی خودش را دایر کرد. نخستین آموزشگاه او در سال ۱۹۶۱ افتتاح شد.
مهارت او در وینگ‌چون شهرهٔ عام و خاص بود؛ اما به‌ویژه به‌خاطر آمادگی جسمانی عالی و قدرت زیادش، در تکنیک‌های «چوم کیو»  (尋橋) و «دیم بان گوان»  (六點半棍) تبحر خاصی داشت. او را در برخی محافل تخصصی وینگ‌چون، «سلطان چوم کیو» (尋橋王) لقب داده بودند. وی پس از ۵۰ سال آموزش هنرهای رزمی، بیش از ۱۰۰۰ هنرجو تربیت کرد.